# 油島大橋

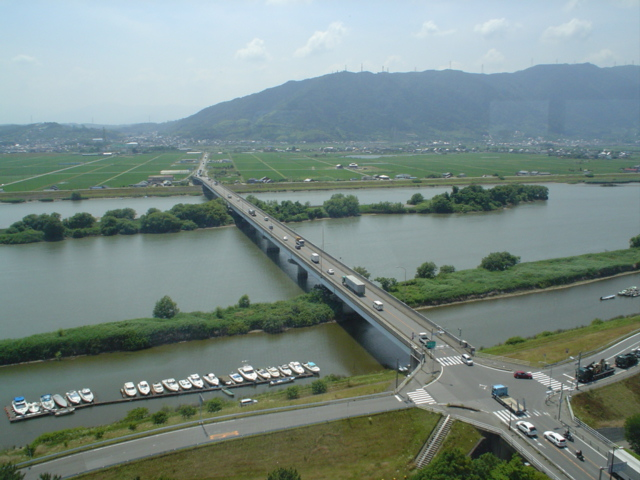
木曽三川公園センター展望タワーからの油島大橋

油島大橋（あぶらじまおおはし）は、岐阜県海津市と三重県桑名市の揖斐川に架かる岐阜県道・三重県道23号北方多度線（岐阜県道・三重県道125号佐屋多度線重複）の橋である。

## 概要
木曽川の立田大橋、長良川の長良川大橋と合わせて、愛知県、岐阜県、三重県を結ぶ重要な橋である。愛知県、三重県方面から木曽三川公園（木曽三川公園センター）へのアクセス道路であり、休日などは混雑する。

## 施設概要
- 供用：1983年（昭和58年）
- 延長：499.4 m
- 幅員：12.8 m
- 右岸：三重県桑名市多度町福永
- 左岸：岐阜県海津市海津町油島